# Mecanhelas (distrito)
Mecanhelas é um distrito situado na província de Niassa, em Moçambique, com sede na vila de Insaca. Tem limite a norte com o distrito de Mandimba, a oeste com a República do Malawi, a sul com o distrito de Milange da província da Zambézia e a este com o distrito de Cuamba.

## Demografia
De acordo com os resultados finais do Censo de 2017, o distrito tem 269 619 habitantes numa área de 5 031 km², o que resulta numa densidade populacional de 53,6 habitantes por km². A população registada no último censo representa um aumento de 66% em relação aos 162 280 habitantes contabilizados no Censo de 2007.
| 1997   | 2007    | 2017    |
| 76 311 | 162 280 | 269 619 |

## Divisão administrativa
O distrito está dividido em dois postos administrativos: Chiuta e Insaca, compostos pelas seguintes localidades:
- Posto Administrativo de Chiuta:
  - Chiuta-sede e
  - Mataquesso
- Posto Administrativo de Insaca:
  - Insaca-sede (Mecanhelas)
  - Chissaua
  - Entre-Lagos
  - Intaria